# Atsuto Uchida
Atsuto Uchida (Kannami, 27 de março de 1988) é um futebolista ex-japonês que atuava como lateral-direito.

## Carreira
Atsuto Uchida começou sua carreira no Kashima Antlers em 2006, sendo um bom produto da base, logo ganhou espaço na parte defensiva da equipa, que o fez trazer títulos e convocações para a seleção.

### Schalke 04
Em 2010 Uchida assinou contrato com o Schalke 04 para atuar na Bundesliga.

### Union Berlin
Após 7 temporadas no Schalke 04, acertou sua ida ao Union Berlin.

### Retorno ao Kashima e aposentadoria
Em 2018 retornou ao Kashima Antlers e em 2020 anunciou sua aposentadoria.

## Títulos
Kashima Antlers
- Campeonato Japonês: 2007, 2008, 2009
- Copa do Imperador: 2007
- Supercopa do Japão: 2009, 2010

Schalke 04
- Copa da Alemanha: 2010–11
- Supercopa da Alemanha: 2011

Seleção Japonesa
- Copa da Ásia: 2011